# Catherine Lara
Catherine Lara (Catherine Bodet, 29 de mayo de 1945 en Poissy) es una violinista, compositora y cantante francesa.

## Biografía
Catherine Baudet nació en Poissy, cerca de París, hija de un médico (y violinista aficionado). Comenzó a tocar el violín a los 11 años y entró en el conservatorio de Versalles, saliendo del mismo dos años después con una destacada participación en 1966.
Lara tocó y compuso para cantantes famosos antes de comenzar a cantar como solista. Su primer álbum, Ad libitum, fue lanzado en 1972. Desde su álbum de 1979 Coup d'feel, sus canciones están más influenciadas por la música rock. El álbum de 1983 La Rockeuse de Diamant proporcionó un gran éxito con el sencillo "La Rockeuse de diamant", y una atrevida canción llamada "Autonome", en la que dice: "[Soy] libre de amar a una mujer o a un hombre". En 1986 tuvo un gran éxito con el sencillo "Nuit magique" escrito por Sebastián Santa María y Luc Plamondon, su mayor éxito que le dio fama y le hizo ganar una Victoires de la Musique (Premios Grammy franceses) a la mejor cantante femenina del año. Publicó su autobiografía en 1987, L'Aventurière de l'archet perdu.
En 2002 compuso una canción para la selección nacional de fútbol de Francia, cantada finalmente por Johnny Hallyday.

## Discografía
- Ad libitum (1972)
- Les années poussières (1972)
- Marche dans le temps (1972)
- La craie dans l'encrier (1974)
- Nil (1975)
- Jeux de société (1976)
- Vaguement (1977)
- Coup d'feel (1979)
- Geronimo (1980)
- Johan (1981)
- T'es pas drôle (1982)
- La Rockeuse de diamants (1983)
- Flamenrock/Espionne (1984)
- Nuit magique (1986)
- Encore une fois (1987)
- Rocktambule (1988)
- Sand et les romantiques (1991)
- Maldonne (1993)
- Mélomanie (1996)
- Aral (Instrumental) (2000)
- Graal (2005)
- Passe-moi l'ciel (2005)
- Au-delà des murs (Instrumental) (2009)
- Une voix pour ferré (2011)
- Au cœur de l'âme Yiddish (with Sirba Octet and Mathilde Seigner) (2012)
- Bô, le voyage musical (Instrumental) (2018)